# Glottertal
Glottertal település Németországban, azon belül Baden-Württembergben. Lakosainak száma 3264 fő (2023. december 31.).

## Népesség
A település népessége az elmúlt években az alábbi módon változott:
| Lakosok száma | 2347 | 2691 | 2630 | 2602 | 2614 | 2777 | 3042 | 3085 | 3134 | 3264 |
|               | 1961 | 1967 | 1974 | 1980 | 1987 | 1993 | 2000 | 2006 | 2013 | 2023 |

## Története
Glottertal 1567-től a napóleoni háborúkig Ausztria és a Habsburg Monarchia része volt. A település bányászata a római időkre vezethető vissza, melyet 1112-ben a Szent Erdélyi Apátság krónikájában említenek meg. A település önkormányzata 1970-ben alakult, négy egykori független falu Unterglottertal, Oberglottertal, Ohrencbach, és Föhrental egyesítésével.

## Fekvése
A város egy kis völgyben található a Kandel hegységtől délre. A völgy nyugat elé nyílik, ahol a Glotter folyó eléri az Ezt folyót, majd később a Rajnát.

## Bányászat
Az első régészeti leletek azt igazolják, hogy a településen a római korban vasolvasztással foglalkoztak. Az ezüst bányászata a XI. században kezdődött. A bányászathoz tartozó 15 km hosszú vízi csatorna építése 1284-ben kezdődött, mely jelentősen hozzájárult a bányászathoz. Az ezüst bányászata kisebb léptékben folytatódott, és a 18. században elkezdődött a vas és bárium bányászata. Az utolsó bányákat 1900 előtt bezárták.

## A Fekete Erdő klinika
Az 1980-as években A klinika című filmsorozat játszódott a településen.
A Glottertalban álló Carlsbau klinika a 80-as években méltán sikeres népszerűséget hozott mind a sorozatnak, mind a településnek, mely népszerű turizmusi célpontja volt. Ebben az időben az épület a Wüttembergi Állami Biztosítási Intézet gyógyfürdő klinikája volt. Az épület 2004 óta üresen állt, majd 2013-ban értékesítették, mely 2014-ben megnyitotta a pszichoszomatikus akut klinikát.

## Sport és szabadidő
A településen kerékpározási valamint közösségi foci- és teniszpályák találhatóak, de lehetőség van túrázni, valamint szabadtéri fürdőzésre is.